# Licenziamento (ordinamento italiano)
Il licenziamento, nel diritto del lavoro italiano è l'atto con il quale il datore di lavoro recede unilateralmente dal contratto di lavoro con un suo lavoratore dipendente.
Si distingue tra licenziamento individuale se riguarda un singolo lavoratore dipendente, mentre in caso di licenziamento di più lavoratori si parla invece di licenziamento collettivo.

## Caratteri generali

### Differenza con le dimissioni
Le dimissioni, a differenza del licenziamento, comportano la corresponsione delle sole terminative, ossia delle spettanze maturate per legge o per contratto al momento della cessazione del rapporto (ferie, ratei di mensilità aggiuntive, PAR non goduti, TFR). Dimettendosi, il lavoratore perde il diritto alla tutela reale ovvero obbligatoria. Esistono però casi e motivazioni che consentono di ricevere una tutela economica.
Talora, le dimissioni volontarie sono incentivate dal datore di lavoro, che propone un'indennità, subordinata alla firma di un verbale di accordo con il quale le parti possono rinunciare a ogni altra successiva rivendicazione.
Al momento dell'assunzione a tempo indeterminato, alcuni datori si cautelavano obbligando il dipendente a firmare una lettera di dimissioni non datata, da utilizzare per una libera recedibilità del rapporto di lavoro. Avverso la pratica delle dimissioni in bianco, è stato successivamente previsto l’obbligo della comunicazione delle dimissioni in forma telematica.

### Illegittimità e nullità
L'ordinamento italiano prevede, nel caso di licenziamenti giudizialmente accertati come illegittimi, diverse discipline di tutela, distinte in ragione delle dimensioni dell'azienda e del tipo di vizio (inefficacia per vizi di forma, nullità per motivo illecito o discriminatorio) da cui affetto l'atto datoriale.
La differenza principale in punto di conseguenze giuridiche del licenziamento illegittimo è quella tra la cosiddetta tutela reale (disciplina più rigida, applicabile alle imprese con più di 15 dipendenti) e la cosiddetta tutela obbligatoria (applicabile alle imprese che occupano sino a 15 dipendenti).

## Disciplina normativa generale

### Il codice civile
Riguardo al codice civile italiano, la materia è disciplinata dagli artt. 2118 e 2119; il primo afferma il principio della generale libera recedibilità dei contratti di lavoro a tempo indeterminato (con obbligo di preavviso o pagamento di un'indennità sostitutiva, senza necessità della forma scritta né di fornire alcuna motivazione):
In mancanza di preavviso, il recedente è tenuto verso l'altra parte a un'indennità equivalente all'importo della retribuzione che sarebbe spettata per il periodo di preavviso. La stessa indennità è dovuta dal datore di lavoro nel caso di cessazione del rapporto per morte del prestatore di lavoro.»
(Codice civile, Art. 2118-Recesso dal contratto a tempo indeterminato)
Ad oggi, l'art. 2118 c.c. è applicabile a tutte le categorie escluse dalla tutela dell'art. 18 dello statuto dei lavoratori (inclusi i dirigenti del settore privato e pubblico). L'art. 2119 cc prevede la facoltà per le parti in causa di esercitare il recesso dal contratto prima della scadenza del termine, anche senza preavviso in caso di contratto a tempo determinato, qualora si verifichi una causa che non consenta la prosecuzione, anche provvisoria, del rapporto di lavoro (come stabilito dal 1° comma).

### La legge 604/1966
La legge 15 luglio 1966, n. 604 regola specificamente il licenziamento individuale, sottoponendo l'esercizio del potere di licenziamento al rispetto di precisi limiti e modalità, sia con riguardo ai motivi del recesso, sia con riguardo alla procedura da seguire. L'art. 2 di tale norma prevede a carico del datore di lavoro l'obbligo della forma scritta e delle motivazioni, che possono comunque essere richieste dal lavoratore entro 15 giorni dalla comunicazione; in tal caso il datore è obbligato a comunicarli entro 7 giorni, mentre l'art. 4 dispone la nullità del licenziamento discriminatorio, determinato cioè da ragioni ideologiche, politiche, religiose o sindacali, con conseguente obbligo di reintegrazione del lavoratore, indipendentemente dalla motivazione adottata.
Viene infatti sancita da questa legge l'illegittimità del licenziamento non sorretto da giusta causa o giustificato motivo, attribuendo piena rilevanza giuridica ai motivi del licenziamento. La conseguenza dell'illegittimità è - a scelta del datore di lavoro - la riassunzione del lavoratore o il pagamento di un indennizzo commisurato alla retribuzione, alle dimensioni dell'impresa, all'anzianità di servizio e alle condizioni delle parti.

### LoStatuto dei Lavoratori
L'art. 18 dello statuto dei lavoratori riguarda invece i licenziamenti collettivi, ovvero quelli nelle imprese con un numero di pendenti maggiore a 15 per unità produttiva e licenziamenti collettivi e ne disciplina le conseguenze sanzionatorie nelle ipotesi di illegittimità in alcuni casi di maggiore gravità e in quelle con più di 15 dipendenti. Esso infatti introduce la cosiddetta "tutela reale" in caso di licenziamento illegittimo, eliminando la possibilità di risarcire il lavoratore licenziato illegittimamente con un mero indennizzo, prevedendo in ogni caso l'obbligo di reintegrazione sul posto di lavoro.
In aggiunta alla reintegrazione, è previsto un risarcimento per il danno subito dal lavoratore, commisurato alla retribuzione, per il periodo intercorrente tra la data del licenziamento illegittimo e quella dell'effettiva reintegrazione (e comunque non inferiore a 5 mensilità di retribuzione).
Questo trattamento riguarda tutti i tipi di licenziamento illegittimo, compresi i licenziamenti di rappresaglia e i licenziamenti inefficaci per vizio di forma. La disciplina dell'articolo 18 si applica però solamente ai datori di lavoro che raggiungono determinate soglie dimensionali (almeno 15 dipendenti per unità produttiva oppure almeno 15 dipendenti nello stesso comune o 60 dipendenti in totale). L'articolo 18 è stato parzialmente modificato dalla legge 11 maggio 1990, n. 108 che ha introdotto la possibilità per il lavoratore di domandare, al posto della reintegrazione, un'indennità sostitutiva di ammontare pari a 15 mensilità retributive.

### La legge 183/2010
La legge 4 novembre 2010 n. 183 (Collegato Lavoro) ha riformato profondamente il processo del lavoro, e in particolare la disciplina del licenziamento individuale, cui dedica alcuni articoli.
Le novità:
- Soppressione dell'obbligo del tentativo di conciliazione extragiudiziale previsto dall'art 410 c.p.c., salvo che la controversia riguardi l'atto di certificazione del contratto di lavoro (in tal caso il tentativo di conciliazione, di cui all'art. 80 comma 4 del D.Lgs 10 settembre 2003 n. 276, rimane obbligatorio e deve essere espresso dinanzi alla commissione di certificazione), cessando di essere condizione di procedibilità dell'azione giudiziaria (gli art. 410bis e 412bis sono stati abrogati).
- L'arbitrato si conclude con un lodo arbitrale che ha forza di legge tra le parti (1372 c.c.) ed è sottratto all'impugnazione (art. 2113, comma 4, c.c., salva restando l'impugnazione di diritto comune). Il lodo è impugnabile solo se le parti lo hanno previsto nel mandato. L'impugnazione avviene ai sensi dell'art. 808-ter c.p.c., in deroga dall'art. 829, commi quarto e quinto.
- se nel mandato le parti non dichiarano il lodo impugnabile, o non lo specificano, o chiedono agli arbitri di giudicare secondo equità, non si può ricorrere in appello per ottenere l'annullamento del lodo;
- il giudice in prima udienza deve presentare alla parti una proposta transattiva. Se il lavoratore rifiuta l'accordo in sede d'arbitrato o dal giudice, può subire maggiori oneri processuali in termini di risarcimento al datore. In presenza del giudice, ciò vale se il rifiuto accade senza giustificato motivo; il giustificato motivo non è rilevante e non esclude maggiori oneri se il rifiuto avviene in sede arbitrale.
- il giudice deve limitarsi all'accertamento del presupposto di legittimità (art. 30, comma 1), e non potrà sindacare le motivazioni tecniche, organizzative o produttive che competono al datore o committente. In questo modo, è sindacabile solamente il licenziamento per giusta causa, mentre per il giustificato motivo oggettivo o soggettivo, la legge prevede una mera tutela formale.

La norma amplia poteri e aree di intervento della giustizia privata - tramite l'istituto dell'arbitrato - e viceversa ridimensiona notevolmente il controllo giudiziale per il giustificato motivo oggettivo e soggettivo. Una serie di sentenze ha introdotto l'obbligo di repêchage prima di poter procedere al licenziamento per giustificato motivo oggettivo: il datore deve dimostrare di non poter adibire il lavoratore alle mansioni per le quali è stato assunto nemmeno dopo aver effettuato un percorso di aggiornamento professionale, ovvero a mansioni equivalenti alle ultime svolte e conformi al livello di inquadramento, ovvero anche a mansioni inferiori. Le parti possono essere private della possibilità di impugnazione, senza che questa debba essere esplicitamente indicata nel mandato (come prevedeva l'art. 808-ter del c.p.c.). La "clausola compromissoria" in un contratto di lavoro, se questo viene certificato, può prevedere che le parti rinuncino all'impugnazione del lodo e chiedano agli arbitri di giudicare secondo equità. Vi sono dubbi sul fatto che possa valere un "silenzio-assenso" al posto di un consenso obbligatorio e informato, per un diritto quale quello dell'impugnazione, oppure che questo si possa decidere non al momento, ma preliminarmente all'atto dell'assunzione. In primo luogo, è dubbio che la rinuncia all'appello e all'applicazione delle leggi vigenti in favore dell'equità, non manifesti una volontà attuale, ma possa derivare da un'obbligazione pregressa; in secondo luogo, essendo contestuale all'assunzione, dove il lavoratore è "parte debole", sorgono dubbi che sia mai corrisposta ad una volontà del dipendente.
Infatti, secondo diverse osservazioni la legge del 2010:
- Contrasta con il diritto di agire il giudizio per difendere i propri diritti (art. 24), sancito in Costituzione. Un diritto soggettivo indisponibile come quello alla difesa può venire meno, per giunta in assenza di un consenso scritto, che manifesti la volontà attuale del lavoratore;
- contrasta con il principio secondo il quale i giudici sono soggetti soltanto alla legge (art. 101). Il contratto di lavoro, anche se certificato, ha fra le parti e verso terzi forza di atto amministrativo, non di legge ordinaria. Il diritto Costituzionale ad agire in giudizio, agire in appello, la soggezione dei giudici del lavoro alle leggi, in particolare al diritto del lavoro stesso, non possono essere negati da una clausola contrattuale, né una legge ordinaria può autorizzare la deroga di altre leggi ordinarie di pari grado (di clausole generali, che quindi non prevedono eccezioni se le parti si accordano diversamente), in base ad una pattuizione fra privati o a un atto amministrativo, quale il contratto di lavoro certificato.
- contrasta con il principio di uguaglianza (art. 3), perché non fissa dei limiti di riferimento alle proposte transattive degli arbitri e dei giudici per il componimento bonario della lite, né per l'inasprimento delle spese processuali che il giudice può irrorare, tenendo conto di un rifiuto senza giustificato motivo, o di un rifiuto in sede arbitrale. L'entità del risarcimento viene a dipendere dalla capacità di spesa delle parti, di sostenere un inasprimento delle spese processuali, di avvalersi di validi collaboratori durante la trattativa.
- contrasta di nuovo con l'art. 24, poiché al lavoratore è preclusa una valutazione costi-benefici delle cause, e un fondamentale concreto presupposto all'esercizio consapevole del diritto di difesa.

### Le innovazioni delJobs Act
Le norme del Jobs Act si applicano ai contratti di lavoro nel settore privato firmati dopo l'entrata in vigore della legge, che qualificano il lavoratore come operaio, impiegato o quadro; data la non retroattività della legge per i contratti stipulati prima dell'entrata in vigore della norma i lavoratori dipendenti continueranno a beneficiare della tutela di cui all'art. 18 dello statuto dei lavoratori, seppure limitata dalla legge 28 giugno 2012, n. 92 che si applicava invece indistintamente a tutti i contratti di lavoro. Inoltre, non si applica ai lavoratori apprendisti, ai dirigenti, o ai lavoratori a tempo determinato con qualsiasi qualifica, anche se assunti dopo l'entrata in vigore del Jobs Act.
La reintegrazione nel posto di lavoro è esclusa nei licenziamenti per motivi economici, anche illegittimi pur se solamente nelle aziende con più di 15 dipendenti, resta invece in caso di licenziamento discriminatorio (come previsto dal d.lgs. 23/2015) e in alcuni casi di licenziamento illegittimo, in aggiunta al pagamento di un minimo di cinque mensilità di retribuzione:
- art. 2-licenziamento discriminatorio, nullo o in forma orale:
  - licenziamento discriminatorio nei casi indicati dall'art. 15 dello Statuto dei Lavoratori,
  - illegittimità del licenziamento perché rientranti nei casi previsti dalla legge: gravidanza della lavoratrice fino al compimento del primo anno di età del bambino (art. 54 d.lgs. 51/2001), licenziamento nel periodo dalla data delle pubblicazioni al primo anno di matrimonio (art. 35 d.lgs. 198/2006), intimato in violazione del requisito della forma scritta, ovvero in forma orale;
- art. 3 comma 1 e 2- per casi di licenziamento per giusta causa o giustificato motivo soggettivo di cui sia direttamente dimostrata in giudizio l'insussistenza del fatto materiale contestato al lavoratore: es. assenza ingiustificata, in realtà giustificata da ferie o malattia. In tal caso l'onere della prova spetta al lavoratore, il quale può sempre cercare di provare l'esistenza di una discriminazione o la non-sussistenza del fatto contestato alla base del licenziamento. Come già in precedenza l'art. 18 dello statuto dei lavoratori, anche con il Jobs Act, dopo la richiesta del lavoratore il datore di lavoro deve fornire una motivazione scritta e ben circostanziata del fatto contestato, e il lavoratore ha diritto di replica scritta: non c'è più il termine perentorio di 7 giorni a pena di nullità del licenziamento.

L'art. 4 del decreto (riguardante il licenziamento per vizi formali e procedurali) afferma che il lavoratore ha diritto da uno a 12 mesi di retribuzione, uno per anno di servizio. Tuttavia, resta in vigore senza modifiche anche l'art. 7 dello Statuto dei Lavoratori che vieta al datore di adottare provvedimenti senza aver sentito il lavoratore in sua difesa.
La giurisprudenza dovrà stabilire se si tratta di un vizio formale e procedurale, oppure sostanziale: cioè, se le motivazioni ben circostanziate e scritte e la replica scritte del lavoratore siano parte integrante e sostanziale dell'atto scritto di licenziamento (anche se formulate inevitabilmente per loro natura in momenti diversi), e quindi la loro assenza, o l'assenza di forma scritta anche per una sola di esse, equivalgono di diritto e di fatto ad un licenziamento intimato in forma orale, tenuto conto che impone la reintegrazione:
- il licenziamento per fatto materiale insussistente: di cui può essere tipizzato come caso particolare l'assenza di un fatto materiale perché non sono mai state fornite le motivazioni;
- il licenziamento nullo nei casi previsti dalla legge: la legge 604/1966 art. 2 con l'obbligo di motivazioni, e l'art. 7 legge 300/1970 col divieto di prendere provvedimenti senza difesa del lavoratore, sono vigenti senza modifiche);
- l'assenza di motivazioni e diritto di replica, date ad alcuni e altri non garantite, ed entro termini perentori certi e di pochi giorni, che garantiscono una risoluzione rapida e a basso costo della controversie, sono di per sé prova evidente di licenziamento discriminatorio del lavoratore.

La riforma ha introdotto la possibilità di demansionamento del lavoratore (sia a livello di mansioni che di inquadramento contrattuale), ma a parità di retribuzione. Il lavoratore viene comunque penalizzato economicamente, in riferimento a scatti di anzianità, retribuzione variabile di risultato e aumenti salariali a seguito di rinnovi dei contratti collettivi nazionali o aziendali, che vengono calcolati sulla base di un livello contrattuale di inquadramento inferiore. La facoltà di demansionamento è maggiormente regolamentata rispetto al licenziamento per motivi economici, passibìle di sindacato di merito in sede giudiziale, perché nella norma viene comunque ribadito il rispetto della professionalità e delle condizioni di vita ed economiche del lavoratore, con particolare riguardo quindi al trasferimento della sede di lavoro.
La disciplina del rapporto di lavoro individuale e della sua interruzione è ricompresa fra le materie oggetto della contrattazione collettiva aziendale, col vincolo specifico di essere derogabile soltanto in mejus rispetto alla normativa nazionale. Rispetto a questa cornice legislativa, i sindacati (a livello di RSU) possono sottoscrivere accordi unitari coi datori per escludere l'applicazione del Jobs Act in materia di licenziamenti individuali e collettivi, ed estendere l'art. 18.

Con la sentenza n. 25201 del 7 dicembre 2016, la Cassazione ha stabilito limitatamente a un dirigente di primo livello che il datore può legittimamente licenziare anche con il motivo di ridurre i costi, aumentare la redditività e il profitto dell'impresa.
Riguardo ai lavoratori dipendenti della pubblica amministrazione italiana, la sentenza della Suprema Corte di Cassazione con la sentenza n. 11868 del 9 giugno 2016 -  della sezione "Lavoro" - è stato affermato che il licenziamento del personale del pubblico impiego, è disciplinato dall'articolo 18 dello Statuto dei Lavoratori nella formulazione antecedente la riforma del lavoro Fornero del 2012. Inoltre il decreto legislativo 20 giugno 2016, n. 116 del 2016 - emanato sulla base della legge delega 7 agosto 2015, n. 124 - disciplina diversi aspetti del licenziamento disciplinare e aumenta la responsabilità dei dirigenti.
Nel settore privato, la legge Fornero prevede che la reintegrazione possa essere sostituita da un'indennità economica a meno di alcune eccezioni, fra le quali l'esplicita previsione di una sanzione più conservativa per la condotta del lavoratore nel CCNL applicato in azienda. 

I CCNL italiani generalmente non indicano nella loro storia un codice etico e le sanzioni irrorabili, quanto piuttosto si limitano ad affermare il principio secondo il quale solo i fatti di maggiore gravità, ad esempio quelli rilevanti dal punto di vista penale, siano una giusta causa di licenziamento, ovvero che questo debba essere l'extrema ratio, facendo salva l'applicazione a tutte le altre condotte l'applicazione delle sanzioni sospensive e/o pecuniarie previste dallo Statuto dei Lavoratori. La giurisprudenza della Corte di Cassazione tende a riconoscere la reintegrazione soltanto se nel CCNL è esplicitamente menzionata la condotta oggetto della contestazione disciplinare e se a questa è associata la previsione di una sanzione (minima) più conservativa per il lavoratore.

## Le motivazioni
Nella maggior parte dei casi, il licenziamento del lavoratore dipendente è possibile solo in presenza di specifiche motivazioni giustificate (art. 1 legge 15 luglio 1966, n. 604; art. 18 dello statuto dei lavoratori), che possono riguardare la condotta del lavoratore (licenziamento disciplinare, per giusta causa o per giustificato motivo soggettivo) ovvero la situazione in cui si trovi l'azienda (licenziamento per giustificato motivo oggettivo).
I riferimenti normativi sono:
- art. 2118 C.C.;
- Legge 15 luglio 1966 n. 604 (artt. 1,11) (per i licenziamenti individuali);
- Legge 20 maggio 1970 n. 300 (per i licenziamenti collettivi).

### Motivazioni disciplinari
La motivazione più frequente del licenziamento riguarda comportamenti colposi o dolosi del lavoratore, la cui gravità non consente la prosecuzione del rapporto di lavoro per via della lesione del vincolo fiduciario.
In relazione alla gravità della condotta, nel diritto italiano si distingue tradizionalmente tra licenziamenti per "giusta causa" e per "giustificato motivo".
Tipico è il caso del licenziamento disciplinare, comminabile dal datore di lavoro per i comportamenti del lavoratore che viola le regole di comportamento stabilite dalla legge, dai contratti collettivi e che non rispetta le norme contenute nel codice disciplinare dell'azienda.

### Giusta causa
"Giusta causa" è un concetto usato dal codice civile italiano (art. 2119 c.c.) per riferirsi ad un comportamento talmente grave da non consentire la prosecuzione del rapporto neppure a titolo provvisorio (in sostanza: neppure per il tempo previsto per il preavviso di licenziamento).
Fin dalle origini del contratto di lavoro il fondamento del potere di recesso per giusta causa viene ricondotto alla natura fiduciaria del rapporto. Ed è proprio tale presupposto che impedirebbe la prosecuzione anche provvisoria del rapporto in presenza di fatti di particolare gravità e tali da incidere irreversibilmente sulle aspettative della parte recedente. Una delle implicazioni di tale ricostruzione - secondo la dottrina prevalente, consiste nel consentire che rilevino quale giusta causa di recesso fatti estranei alle obbligazioni contrattuali ma comunque idonei a far venir meno la fiducia. In sostanza si potrebbe recedere per giusta causa anche in presenza di situazioni che di per sé non integrano inadempimenti contrattuali (teoria oggettiva che sembra confermata dal codice del 1942). Alla teoria oggettiva si contrappone teoria contrattuale che ritiene rilevanti al fine del licenziamento per giusta causa solo inadempimenti contrattuali. La giurisprudenza assume parametri empirici: portata oggettiva e soggettiva, grado colpa e dolo, circostanze in cui è stata realizzata, presupposti relativamente agli effetti nella prospettiva di far venir meno la fiducia del datore, quindi la giurisprudenza è più vicina alla teoria oggettiva. In queste ipotesi, il datore può licenziare in tronco, senza dare alcun preavviso.
A titolo esemplificativo, possono costituire giusta causa di licenziamento:
- rifiuto ingiustificato e reiterato di eseguire la prestazione lavorativa/insubordinazione[9]
- rifiuto a riprendere il lavoro dopo visita medica che ha constatato l'insussistenza di una malattia
- lavoro prestato a favore di terzi durante il periodo di malattia, se tale attività pregiudica la pronta guarigione e il ritorno al lavoro
- sottrazione di beni aziendali nell'esercizio delle proprie mansioni (specie se fiduciarie)
- condotta extralavorativa penalmente rilevante ed idonea a far venir meno il vincolo fiduciario (es. rapina commessa da dipendente bancario)

Al riguardo, la giurisprudenza di legittimità ha specificato che la giusta causa si sostanzia in un inadempimento talmente grave che qualsiasi altra sanzione diversa dal licenziamento risulti insufficiente a tutelare l'interesse del datore di lavoro (Cass. 24/07/2003, n. 11516), al quale non può pertanto essere imposto l'utilizzo del lavoratore in un'altra posizione (Cass. 19/01/1989, n. 244).

### Il giustificato motivo soggettivo
Il "giustificato motivo" (soggettivo) è un'ipotesi meno grave di inadempimento degli obblighi contrattuali, che giustifica il licenziamento ma con l'obbligo da parte del datore di lavoro di concedere il preavviso previsto (ovvero di pagarne il relativo ammontare).
Possono costituire ipotesi di giustificato motivo soggettivo:
- l'abbandono ingiustificato del posto di lavoro
- minacce, percosse,
- reiterate violazioni del codice disciplinare di gravità tale da condurre al licenziamento
- malattia (superamento del periodo di comporto).

In merito all'assenza ingiustificata dal posto di lavoro, la giurisprudenza della Cassazione ha ritenuto che - affinché si possa intimare il licenziamento - deve essere rispettato il principio di proporzionalità. In particolare, la Cassazione ha ritenuto illegittimo il licenziamento del lavoratore che si era assentato senza giustificato motivo dal posto di lavoro per alcune ore, mentre i codice disciplinare prevedeva simile sanzione per un allontanamento di durata superiore a cinque giorni consecutivi.

### La valutazione della condotta del dipendente
Al di là delle elencazioni esemplificative, a volte proposte anche dai contratti collettivi, la condotta del lavoratore dipendente deve essere valutata sia con riguardo alle modalità concrete del comportamento (tipo di rapporto, grado di affidamento fiduciario, gravità intrinseca della condotta, ecc.) sia all'elemento soggettivo (intensità del dolo, grado della colpa, motivazioni, circostanze di fatto, effetti dell'atto).
A valutare l'ascrivibilità di una condotta all'una o all'altra nozione è, qualora invocato, il giudice del lavoro, che in tale valutazione dispone di ampia discrezionalità. Sul piano pratico, la differenza tra le due nozioni si basa sulla maggiore o minore gravità del comportamento e si risolve in questo: in caso di licenziamento per giustificato motivo, il datore è tenuto a dare un periodo di preavviso, stabilito dai contratti collettivi, oppure, se vuole estromettere subito il lavoratore dall'azienda, è tenuto a corrispondere al lavoratore una indennità di mancato preavviso, pari alla retribuzione complessiva che gli sarebbe spettata se avesse lavorato durante tale periodo. In caso di licenziamento per giusta causa, invece, il rapporto si interrompe immediatamente e il datore non deve corrispondere alcuna indennità di mancato preavviso.

### Giustificato motivo oggettivo
Spesso il licenziamento è reso necessario da una riorganizzazione del lavoro, da ragioni relative all'attività produttiva (innovazioni tecnologiche, modifica dei cicli produttivi, ecc.), ovvero da una crisi aziendale. Nelle ipotesi, cioè, in cui l'azienda, per vari motivi, non ricava più utilità dal lavoro svolto da quel dipendente, o, in generale, da una categoria di dipendenti.
Per ragioni di natura economica o tecnica, il datore può quindi decidere di licenziare uno o più lavoratori. Se il licenziamento interessa cinque o più lavoratori nell'arco di 120 giorni, il datore è tenuto ad osservare la speciale disciplina prevista per i licenziamenti collettivi. Se tali soglie non sono raggiunte, si applica la generale disciplina sui licenziamenti qui esposta.

#### Casistica
Possono costituire casi di giustificato motivo oggettivo, sempre che non si rientri nella nozione di licenziamento collettivo:
- la chiusura dell'attività produttiva
- la soppressione del posto di lavoro
- introduzione di nuovi macchinari che necessitano di minori interventi umani
- affidamento di servizi ad imprese esterne

A queste si aggiungono due ipotesi che riguardano la persona del lavoratore ma sotto il profili del regolare funzionamento dell'organizzazione produttiva. la prima consiste nel superamento del "periodo di comporto", cioè del periodo di malattia, stabilito dai contratti collettivi, durante il quale il lavoratore non può essere licenziato. La seconda è relativa alla sopravvenuta inidoneità del lavoratore alle mansioni. Va precisato che le ragioni sopra esposte devono sussistere effettivamente e al momento in cui il licenziamento viene intimato, a pena dell'inefficacia dello stesso. Il giudice può controllare l'effettiva sussistenza delle ragioni tecniche ed organizzative, anche se non può sindacare sulla loro reale convenienza ed opportunità. Una presunzione di illegittimità del licenziamento si ha qualora il datore assuma, nei mesi successivi al licenziamento, nuovi lavoratori (anche a termine) per ricoprire le stesse mansioni in precedenza esercitate dai dipendenti licenziati.
In caso di contestazione in giudizio, è sempre il datore di lavoro a dover provare:
1. l'effettiva sussistenza delle ragioni tecniche o organizzative
2. l'impossibilità di adibire il lavoratore ad attività equivalente in azienda, ad esempio perché al momento del licenziamento non sussisteva in azienda alcuna posizione di lavoro analoga a quella soppressa alla quale il lavoratore licenziato avrebbe potuto essere assegnato per l'espletamento di mansioni equivalenti a quelle da lui in precedenza svolte, tenuto conto della professionalità raggiunta dal lavoratore medesimo
3. il nesso tra le esigenze aziendali e il licenziamento intimato.

#### Scelta del dipendente e obbligo direpêchage
Il lavoratore da licenziare deve essere scelto secondo correttezza e buona fede. Se esistono, devono essere applicati i criteri concordati con le associazioni sindacali (es. minore anzianità di servizio, minore carico di famiglia, età, ecc.). In ogni caso è ovviamente vietato scegliere il lavoratore da licenziare sulla base di motivazioni discriminatorie (razziali, di sesso, di orientamento sessuale, ecc.).
L'obbligo di repechage, ovvero di adibire il lavoratore ad altra mansione equipollente, è esteso a tutte le strutture aziendali ed è responsabilità dell'azienda provare l'impossibilità del ricollocamento del lavoratore, intendendo non solo la sede di lavoro dove svolge la prestazione lavorativa, ma anche tutte le sue eventuali articolazioni produttive. Normative del lavoro e contratti si applicano anche per i lavoratori italiani all'estero.
Tale obbligo è ribadito anche dopo la Riforma Fornero dalla Circolare Ministero del Lavoro n. 3 del 16 gennaio 2013, che precisa che il datore è tenuto a documentare l'effettiva esigenza di ristrutturazione del reparto o soppressione del singolo posto di lavoro, e l'impossibilità di ricollocare o riutilizzare il lavoratore in altre mansioni.

#### Le ipotesi di libera recedibilità
Fanno eccezione alla regola della necessaria motivazione del licenziamento solo pochi rapporti di lavoro, in cui il recesso può essere intimato liberamente (in relazione al recesso da tali contratti, si parla di libera recedibilità o recesso "ad nutum"). Tra questi vanno ricordati:
- lavoratori domestici
- lavoratori in prova
- lavoratori con più di 65 anni se uomini e 60 se donne, e diritto alla pensione di vecchiaia
- dirigenti, salvi i limiti eventualmente previsti dal contratto collettivo
- atleti professionisti
- apprendisti, al termine dell'apprendistato

Una specifica disciplina vale infine per i lavoratori a domicilio.

## La forma
Sotto il profilo della procedura da seguire, si deve distinguere il licenziamento disciplinare (per giusta causa o giustificato motivo soggettivo) da quello non disciplinare (giustificato motivo oggettivo) nel dibattito attuale definito di tipo economico.

### Licenziamento non disciplinare
Deve essere intimato necessariamente per iscritto, pena l'inefficacia del provvedimento. Secondo costante giurisprudenza, infatti, la forma scritta del licenziamento è richiesta ad substantiam, in base all'art. 2 della legge n. 604/1966, anche dopo la riformulazione di questa norma operata con la legge 11 maggio 1990, n. 108. Il licenziamento produce i suoi effetti quando giunge a conoscenza del lavoratore. In particolare l'art. 2 della legge n. 604/1966 esige che lo scritto, da utilizzare come strumento di comunicazione, non solo sia espressamente diretto all'interessato, ma sia anche a lui consegnato, con la conseguenza che è inidonea a realizzare la comunicazione scritta voluta dalla legge la conoscenza che il lavoratore abbia avuto altrimenti del licenziamento.
Ciò comporta che, nella maggior parte dei casi, la lettera di licenziamento assuma la forma di una raccomandata, consegnata direttamente all'interessato (raccomandata a mano) o a mezzo posta (raccomandata con ricevuta di ritorno), presso la sua residenza o il suo domicilio. Finché la comunicazione è meramente orale, il lavoratore resta dipendente in forza presso il datore di lavoro, ed è tenuto a presentarsi sul luogo di lavoro, potendo rappresentare le assenze non giustificate (senza certificati medici) un giustificato motivo di licenziamento.
Il licenziamento dispiega i suoi effetti quando la lettera con cui è intimato perviene all'indirizzo del lavoratore (articolo 1335 c.c.). Lo scritto con cui è intimato il licenziamento potrebbe non contenere alcun riferimento ai motivi del provvedimento datoriale. In questo caso il lavoratore può richiedere - nel termine di 15 giorni - i motivi del licenziamento, richiesta cui il datore di lavoro deve rispondere entro i successivi 7 giorni, pena l'inefficacia del provvedimento. Anche la comunicazione dei motivi deve, a pena di inefficacia, rivestire la forma scritta. I motivi comunicati in questa fase dal datore di lavoro non sono modificabili successivamente.

### Licenziamento disciplinare
In caso di licenziamento disciplinare, la procedura da seguire è quella prevista dallo Statuto dei lavoratori per il corretto esercizio del potere disciplinare (art. 7 legge 300 del 1970).
Al datore di lavoro sono posti vari obblighi, tra i quali assumono rilevanza centrale:
- la predisposizione di un codice disciplinare che individui le infrazioni e le relative sanzioni (di norma si tratta di un estratto del contratto collettivo di settore). Non è necessario elencare i comportamenti comunemente avvertiti come antisociali e/o previsti dalla legge come reato, in quanto il dipendente non può non sapere che un comportamento considerato illecito dalla legge può essere sanzionato anche in azienda.
- la pubblicazione del codice disciplinare, da effettuarsi esclusivamente mediante affissione dello stesso in luogo accessibile a tutti i dipendenti
- la contestazione per iscritto dell'addebito. La contestazione deve rispettare alcuni principi:
  - Immediatezza: l'addebito va contestato prima possibile, e in ogni caso entro il termine stabilito dal contratto collettivo. Per la Cassazione, l'immediatezza è presupposto di legittimità del provvedimento.
  - Specificità: i fatti vanno individuati in modo preciso, per consentire una difesa puntuale.
  - Immutabilità: il fatto risultante dalla contestazione non può essere successivamente modificato.

Contestato l'addebito, il datore deve consentire l'esercizio del diritto di difesa da parte del prestatore, che deve essere sentito qualora ne faccia richiesta. Il licenziamento disciplinare non può essere intimato prima che siano trascorsi cinque giorni dalla contestazione.

### Diritto di difesa
In entrambe le fattispecie, è obbligatoria, a pena di nullità, la forma scritta, l'udienza e il deposito di atti scritti, un tempo minimo di 5 giorni per esercitare il diritto di difesa.
L'esercizio del diritto di difesa è limitato dal fatto che il lavoratore può scegliere di farsi assistere da un rappresentante sindacale, cui è iscritto o conferisce mandato (Statuto dei Lavoratori, art. 7), mentre non è indicata la possibilità di scegliere un legale difensore. L'assistenza di un avvocato è invece prevista per l'esercizio dell'attività sindacale, per cui il rappresentante delegato può scegliere un avvocato di sua fiducia. 

Inoltre, il datore può ostacolare di fatto l'esercizio materiale del diritto di difesa, negando senza comprovati motivi richieste di ferie o permessi nei 5 giorni successivi alla contestazione disciplinare, e ponendo al limite in essere un carico di lavoro al di fuori dell'ordinario, teso a limitare la possibilità del lavoratore di preparare una linea di difesa all'esterno della giornata di lavoro.

## Le impugnazioni
Il licenziamento non sorretto da giusta causa o giustificato motivo, o intimato senza rispetto della prescritta procedura, o contrario a norme imperative (es. perché discriminatorio, o comminato nei periodi in cui non è possibile recedere per tutela della lavoratrice madre) può essere impugnato. L'impugnazione è di norma proposta dal lavoratore personalmente, ovvero dal sindacato cui questi è iscritto o da un legale munito di procura speciale. Per impugnare il licenziamento è sufficiente qualsiasi atto scritto (di norma una lettera) con cui il lavoratore comunichi al datore di lavoro la sua intenzione di contestare la legittimità del provvedimento espulsivo.
Tale impugnazione deve avvenire entro il termine di 60 giorni dalla data del licenziamento ovvero dalla successiva data di comunicazione dei motivi, qualora richiesti (art. 6 l. 604/1966). Tale termine deve correre da quando si è stata provata la piena capacità di intendere e di volere del lavoratore (Consulta, sentenza n. 111/2025).
Il termine ha natura decadenziale: se il licenziamento non è impugnato, si decade dalla possibilità di richiedere al Giudice del lavoro l'accertamento della illegittimità del provvedimento datoriale e la conseguente condanna del datore di lavoro al risarcimento del danno.
L'impugnazione è inefficace se non è seguita, entro il successivo termine di 180 giorni, dal deposito del ricorso nella cancelleria del tribunale in funzione di giudice del lavoro o dalla comunicazione alla controparte della richiesta del tentativo di conciliazione od arbitrato lavoratore ha cinque anni di tempo. Tale termine è ridotto a 60 giorni nel caso in cui la parte che abbia richiesto il tentativo di conciliazione presso le apposite commissione di conciliazione abbia rifiutato di aderire al tentativo. Sotto il profilo procedurale, trovano applicazione le norme sul processo del lavoro.

## Aziende con una maggiore soglia occupazionale: la "tutela reale"

### Area di applicabilità
La tutela più rigida, prevista dall'art. 18 St.lav., si applica ai datori di lavoro (imprenditori o non imprenditori) che presentino le seguenti soglie occupazionali:
- datori che occupino, nell'unità produttiva ove si è verificato il licenziamento, più di 15 dipendenti
- datori che occupino, anche in più unita produttive ma nell'ambito dello stesso comune ove è sita l'unità produttiva in cui si è verificato il licenziamento, più di 15 dipendenti
- datori che occupino complessivamente più di 60 dipendenti

Il computo dei dipendenti va fatto considerando i lavoratori stabilmente occupati in azienda al momento dell'intimazione del licenziamento. Tra i lavoratori da considerare rientrano:
- quelli assunti con contratto a tempo indeterminato
- quelli assunti con contratto a tempo parziale (part time), ma in proporzione all'orario svolto rapportato al tempo pieno (2 lavoratori part time al 50% si contano come una unità)

Restano esclusi dal computo, per previsione di legge:
- gli apprendisti (art. 53, d.lgs. 276/2003)
- i dipendenti assunti con contratto di inserimento (art. 59, d.lgs. 276/2003)
- il coniuge del datore di lavoro, nonché i suoi parenti entro il secondo grado (art. 18, l. 300 del 1970)

La giurisprudenza ha inoltre escluso:
- i lavoratori assunti a tempo determinato per sopperire ad esigenze eccezionali e momentanee dell'azienda
- il socio consigliere di amministrazione, anche qualora prestasse stabilmente la propria attività nell'azienda.

Fino al 1999, una giurisprudenza consolidata affermava che grava sul datore di lavoro l'onere di provare l'inesistenza del requisito occupazionale e perciò l'impedimento all'applicazione dell'art. 18 St. Lav. (Cass., 17.05.2002, n. 7227).
Il primo orientamento della Suprema Corte in direzione opposta è la Sentenza della Sezione Lavoro n° 613 del 22 gennaio 1999, che pone l'onere probatorio a carico del lavoratore. La Suprema Corte è poi tornata ad affermare che l'onere della prova grava sul lavoratore (sentenza n. 12492 del 10 novembre 1999, Pres. Sciarelli, Rel. Vidiri), contestando la precedente citata sentenza. Secondo questa sentenza, sarebbe invece il lavoratore ricorrente a dover dar prova delle soglie occupazionali. Il criterio della "facilità della prova" deve sostituirsi con il principio che "Chi vuol far valere un diritto in giudizio deve provare i fatti che ne costituiscono il fondamento” (art. 2697 del codice civile). Mentre la facilità della prova è una tesi innovativa introdotta da una sentenza, la realtà fattuale oggetto dell'accertamento è una prassi giudiziale in genere, e propria del campo giuslavoristico. A fronte di due sentenze divergenti, segue un pronunciamento a Sezioni Unite della Cassazione, che è in genere un riferimento definitivo, sostitutivo delle precedenti interpretazioni, che risolve il contrasto di giurisprudenza.
In via definitiva, l'orientamento dell'onere probatorio gravante sul datore di lavoro, è ribadito da una successiva sentenza a Sezioni Unite, la n. 141/2006, in cui si afferma che fatti costitutivi per l'impugnazione del licenziamento sono l'esistenza di un rapporto di lavoro subordinato e l'illegittimità dell'atto espulsivo, mentre il giustificato motivo oggettivo e le dimensioni dell'impresa sono fatti impeditivi al diritto soggettivo del lavoratore a riprendere la propria attività, e devono essere provati dal datore di lavoro. Con quest'onere il datore dimostra (art. 2118 del codice civile) che il diritto alla reintegro nel posto di lavoro non sussiste, e di essere tenuto al risarcimento pecuniario. Il tema dell'onere probatorio riguardo alla dimensione d'impresa, assume rilevanza dopo l'impugnazione del licenziamento e in sede processuale, mentre nelle fasi precedenti (la trattativa personale e la Camera di Conciliazione) non esistono autorità preposte ovvero obblighi informativi a beneficio del dipendente, quali la produzione, su richiesta scritta, di un dato aggregato e certificato presso il datore di lavoro o le banche dati che questi deve alimentare con i contratti di assunzione. La produzione di totali ripartiti per tipologia contrattuale alla data del licenziamento non lede il diritto alla privacy e riservatezza dei contratti di assunzione e relative retribuzioni.
In sede giudiziale, il lavoratore potrebbe quindi limitarsi a sostenere l'applicabilità della tutela reale.

### Regime sanzionatorio
In caso di licenziamento illegittimo comminato da un'azienda con più di 15 dipendenti, la sentenza del giudice del lavoro comprende:
1. un ordine al datore di lavoro di reintegrare il dipendente nel posto di lavoro (stessa sede e mansione di lavoro)
2. la condanna del datore di lavoro al risarcimento del danno arrecato, pari alla retribuzione globale di fatto che il lavoratore avrebbe avuto diritto a percepire dal giorno del licenziamento a quello della reintegrazione in azienda; in ogni caso la somma dovuta a titolo di risarcimento del danno non può essere inferiore ad un importo pari a cinque mensilità della retribuzione globale di fatto.
3. la condanna del datore a versare i contributi assistenziali e previdenziali dovuti per il periodo compreso tra il licenziamento e il provvedimento di reintegra (in quanto né il rapporto di lavoro, né quello assicurativo - INAIL e previdenziale - INPS si possono considerare interrotti[17])

Se il lavoratore non vuole ritornare in azienda, può scegliere di rinunciare alla reintegrazione e richiedere il pagamento di una indennità sostitutiva, pari a 15 mensilità della sua retribuzione globale di fatto. La scelta va comunicata entro 30 giorni dalla comunicazione del deposito della sentenza.
Qualora il lavoratore, invitato a riprendere il lavoro a seguito di ordine di reintegrazione, non si presenti in azienda entro 30 giorni, ovvero non comunichi la sua volontà di optare per l'indennità sostitutiva, il rapporto di lavoro si intende definitivamente risolto (art. 18, comma 5, l. 300/1970).

#### Indennità di mancato preavviso
I Contratti Collettivi Nazionali definiscono, per ogni livello di inquadramento, un periodo di preavviso che datore e dipendente devono osservare prima di recedere unilateralmente dal contratto.
Il periodo da osservare è indicato nel contratto e può essere aumentato dalla trattativa individuale in sede di assunzione. se non specificato nel contratto, il riferimento è il CCNL di categoria.
Il dipendente che presenta le dimissioni o il datore che licenzia devono dare alla controparte un preavviso durante il quale resta in vigore il rapporto di lavoro. Le dimissioni e il licenziamento sono effettivi, e il rapporto di lavoro estinto, al termine di questo periodo.
Il preavviso serve al lavoratore ad avere un tempo idoneo a trovarsi un'altra occupazione, e al datore ad assumere un'altra persona con un eventuale periodo di affiancamento e travaso di conoscenza.
Diversamente, il dipendente dimissionario o il datore licenziante devono corrispondere alla controparte un'indennità di mancato preavviso, pari alle mensilità previste (es.: preavviso di un mese, una mensilità da pagare).
L'indennità di mancato preavviso è distinta e cumulabile con le mensilità corrisposte in base alla tutela reale e obbligatoria.
L'art. 2118 del codice civile italiano prevede un periodo di preavviso per l'esercizio del diritto di recesso da parte di una delle parti contraenti. La norma si applica a contratti di qualunque tipo, non solamente a contratti di lavoro. La durata del preavviso è disciplinata dalla contrattazione collettiva, e, in assenza di una specifica contrattuale al riguardo, dai termini di preavviso di cui all'art. 10, R.D.L. 13 novembre 1924 n. 1825 (Disposizioni relative al contratto d'impiego privato).

#### Aziende con una minore soglia occupazionale: la "tutela obbligatoria"
Quando il licenziamento illegittimo è intimato da aziende di dimensioni più ridotte (sino a 15 dipendenti), la sentenza stabilisce un obbligo alternativo in capo al datore di lavoro (art. 8 legge n. 604/66), il quale può scegliere tra
- riassumere il lavoratore entro tre giorni dalla pubblicazione della sentenza
- ovvero pagare all'ex dipendente una indennità risarcitoria, compresa tra 2,5 e 6 mensilità (estensibile sino a 10 per i lavoratori con almeno dieci anni di anzianità, e fino a 14 per i dipendenti in servizio da più di venti anni). La misura dell'indennità è stabilita dal giudice sulla base dell'anzianità di servizio, delle dimensioni aziendali, nonché al comportamento tenuto dalle parti.

A differenza di quanto stabilito per le aziende maggiori, nell'area della tutela obbligatoria il licenziamento - seppur illegittimo - determina la cessazione del rapporto. L'obbligo imposto al datore di lavoro soccombente nel giudizio è quindi diverso da quello previsto in regime di tutela reale: non si tratta infatti di reintegrazione nel rapporto di lavoro, ma di riassunzione. Il lavoratore è quindi assunto nuovamente sulla base di un nuovo contratto, con conseguente azzeramento della pregressa anzianità di servizio. Per il periodo intercorrente tra licenziamento e riassunzione il datore di lavoro non è tenuto a pagare né la retribuzione, né i contributi assistenziali e previdenziali.
Qualora il datore non provveda alla riassunzione nel termine di legge, egli è tenuto a pagare l'indennità prevista, oltre all'indennità di mancato preavviso (che recente giurisprudenza ha ritenuto compatibile con il sistema sanzionatorio della tutela obbligatoria).
La differenza sostanziale fra tutela reale e tutela obbligatoria, ossia fra reintegra e riassunzione, è che dove vige la tutela obbligatoria, nelle aziende con meno di 15 dipendenti, il datore può rifiutarsi di riammettere il dipendente nel posto di lavoro, e pagare un'indennità. Sopra i 15 dipendenti, la decisione spetta al lavoratore, ma a seguito della sua richiesta, il datore ha l'obbligo di riassumerlo.
Se il datore impedisce materialmente l'accesso alla sede di lavoro, ovvero sottrae al lavoratore mezzi e attrezzature (quali computer, telefono aziendale, etc.) necessarie a esperire la sua attività, il lavoratore può avvalersi della forza pubblica per i verbali e contestazioni del caso, e adire nuovamente il giudice del lavoro.
La tutela obbligatoria si distingue quindi da quella reale sotto due profili principali:
1. nella tutela obbligatoria la scelta tra riassunzione e pagamento dell'indennità spetta al datore di lavoro; nella tutela reale è il lavoratore ad avere la libertà di scelta;
2. la misura del risarcimento è significativamente minore nell'area della tutela obbligatoria.

Seguendo la n. 183/2022, con sentenza n. 118/2025, la Consulta ha abrogato la parte del Jobs Act che nelle PMI prevedeva un tetto massimo di sei mensilità per l'indennità risarcitoria, delegandone il libero apprezzamento al giudice del lavoro.

#### Licenziamenti discriminatori e altri casi di nullità
In talune ipotesi espressamente previste dalla legge, il licenziamento è considerato radicalmente nullo. Le ipotesi principali previste dall'ordinamento italiano sono le seguenti:
- licenziamento intimato alla lavoratrice madre, nel periodo compreso tra l'inizio della gravidanza e il compimento del primo anno di vita del bambino (art. 54 d.lgs. 151 del 2001)
- licenziamento intimato al lavoratore padre, in caso di fruizione del congedo di paternità, per la durata del congedo e fino al compimento del primo anno di vita del bambino
- licenziamento intimato per appartenenza ad un sindacato o partecipazione ad uno sciopero, ovvero per motivi di discriminazione politica, religiosa, razziale, di sesso, di lingua, di nazionalità, di età, ovvero legati ad un handicap, all'orientamento sessuale, alle convinzioni personali (art. 15 l. 300 del 1970; art. 3 l. 108/1990; art. 4 l. 604/1966).
- licenziamento intimato per rappresaglia o altro motivo illecito (art. 1345 c.c.)
- licenziamento intimato alla lavoratrice a causa di matrimonio (l. 7 del 1963),
- licenziamento "simulato" con le dimissioni coartate (nullo ai sensi della legge n. 188/2007).

L'onere della prova spetta al lavoratore che sostenga la nullità del licenziamento.
In conseguenza della nullità giudizialmente accertata, il datore è tenuto a reintegrare il lavoratore nel posto di lavoro e a risarcirgli tutti i danni subiti. Questo particolare regime, assimilabile a quello della tutela reale previsto dall'art. 18 St.lav., si applica indipendentemente dalle soglie occupazionali (quindi anche nell'area della tutela obbligatoria), e persino nell'area di libera recedibilità (lavoratori domestici, ecc.) e ai dirigenti.

#### Risarcimento dei danni ulteriori
Sia in regime di tutela obbligatoria che in regime di tutela reale, il lavoratore può richiedere il risarcimento dei danni subiti in conseguenza del licenziamento ulteriori rispetto a quelli previsti dall'art. 18 St.lav.
In determinati casi, il licenziamento può comportare infatti un pregiudizio alla professionalità o all'immagine del lavoratore, del quale può essere chiesto giudizialmente il risarcimento. La prova del danno subito grava sul lavoratore.

## Licenziamento dei dirigenti
Il licenziamento del dirigente non segue esclusivamente le norme previste per le altre categorie di lavoratori dipendenti, ed è quindi regolato dalle norme del codice civile e dalla contrattazione collettiva.
Riguardo alla pubblica amministrazione italiana la Cassazione nel 2007 ha chiarito che la disciplina della dirigenza pubblica non è sovrapponibile a quella delle aziende private, e deve invece essere assimilata a quella della categoria impiegatizia nel pubblico (art. 21 d.lgs. n. 165/2001).

### Motivazione
I contratti collettivi applicabili ai dirigenti hanno introdotto la nozione di giustificatezza del licenziamento, nozione che non coincide con quella di giustificato motivo prevista dalla legge 604/1966.
Sotto il profilo civilistico, si considera ingiustificato un licenziamento:
- intimato in violazione delle regole generali di correttezza e buona fede;
- discriminatorio o comunque fondato su un motivo illecito (licenziamento nullo).

Ove vengano dedotte esigenze di riassetto organizzativo finalizzato ad una più economica gestione dell'azienda – la cui scelta imprenditoriale è insindacabile nei suoi profili di congruità e opportunità – il licenziamento del dirigente non è ingiustificato, tale potendo considerarsi solo quello sorretto da un motivo che si dimostri pretestuoso e non corrispondente alla realtà, ovvero tale che la sua ragione debba essere rinvenuta unicamente nell'intento del datore di lavoro di liberarsi della persona del dirigente e non in quello di perseguire il legittimo esercizio del potere riservato all'imprenditore di riorganizzare le risorse umane in modo da consentire una gestione non in perdita dell'azienda.

### Forma
Un'importante sentenza della Cassazione ha ristretto l'inapplicabilità dell'art. 18 e della regola della licenziabilità "ad nutum" dei dirigenti, desumibile dall'art. 10 della legge n. 604 del 1966, ai soli dirigenti di vertice', escludendo (nel settore pubblico e privato) gli pseudo-dirigenti, che non possono influenzare la vita aziendale (fra questi, la giurisprudenza successiva ha incluso gli impiegati che svolgono funzioni direttive). Una sentenza successiva (Cassazione civile, sez. lav., 2 marzo 2006, n. 46149) ha precisato che la dequalificazione illegittima non trasforma il dirigente in pseudo-dirigente, tale da poter applicare l'art. 18.
I contratti collettivi di lavoro prevedono l'obbligo della forma scritta e della contestuale motivazione del licenziamento del dirigente. Secondo un orientamento giurisprudenziale, in caso di licenziamento disciplinare il datore è tenuto ad applicare le garanzie procedurali previste dall'art. 7 dello Statuto dei lavoratori, quantomeno nel caso in cui la sanzione debba comminarsi a dirigenti non "di vertice".
La giurisprudenza ha escluso l'interpretazione dell'art. 2118 del codice civile come libera recedibilità dei contratti di lavoro non tutelati dall'art. 18 (legge 300/1970). Tuttavia, la Cassazione ha affermato che la illegittimità del licenziamento del dirigente nel settore privato non dà diritto alla reintegrazione ma soltanto al pagamento delle indennità previste dalla contrattazione collettiva.

### Licenziamento ingiustificato
Nel settore privato, la reintegrazione nel posto di lavoro è , salvo il caso del licenziamento discriminatorio previsto dall'art. 3 della legge 11 maggio 1990, n. 108.
Al dirigente ingiustificatamente licenziato spetta quindi, di regola, esclusivamente una indennità supplementare, nella misura prevista dai contratti collettivi applicabili (di norma: da un minimo pari all'indennità di mancato preavviso ad un massimo di 18/22 mensilità), che il datore è tenuto a corrispondere a titolo di risarcimento del danno.
La reintegrazione nel posto di lavoro del dirigente illegittimamente licenziato è invece prevista nel settore del pubblico impiego, in forza del richiamo operato dall'art. 51 comma 2 d.lg. 30 marzo 2001 n. 165, che estende a tale categoria tutte le norme applicabili ai dipendenti privati con qualifica impiegatizia (v. Cass. 1º febbraio 2007, n. 2233).

## Ammortizzatori sociali
Il lavoratore licenziato può chiedere all'INPS la corresponsione della indennità di disoccupazione. I requisiti per ottenere l'indennità sono i seguenti:
1. effettivo stato di disoccupazione involontaria (l'indennità non è corrisposta in caso di dimissioni volontarie, tranne che queste siano presentate per giusta causa)
2. possesso di almeno due anni di anzianità assicurativa INPS (si calcolano anche i periodi di contribuzione figurativa, come i periodi di astensione per maternità)
3. almeno 52 settimane di contribuzione nel biennio precedente all'inizio dello stato di disoccupazione
4. conservazione di una residua capacità lavorativa
5. presentazione della domanda per iscritto all'INPS

La domanda va presentata entro 60 giorni dall'inizio della disoccupazione indennizzabile (quindi, considerato il periodo di carenza di otto giorni, entro il sessantottesimo giorno successivo al licenziamento). La presentazione tardiva comporta che l'indennità sarà corrisposta dall'INPS solo a partire dal quinto giorno successivo alla presentazione della domanda. A partire dal 1º gennaio 2008 la durata dell'indennità di disoccupazione (originariamente di 6 mesi) passa a 8 mesi, che diventano 12 per coloro che hanno superato i cinquanta anni di età. Ai lavoratori sospesi spetta nel limite massimo di 65 giorni.
L'ammontare dell'indennità di disoccupazione a partire dal 1º gennaio 2008, è pari al 60% della retribuzione lorda mensile per i primi 6 mesi, al 50% per il settimo e l'ottavo mese e al 40% per i mesi successivi. Ai lavoratori sospesi è pagata nella misura del 50% della retribuzione. L'importo massimo dell'indennità è di € 858,58 elevato a € 1.031,93 per i lavoratori che hanno una retribuzione mensile lorda superiore a € 1.857,48. A certe condizioni è possibile accedere all'indennità anche con requisiti ridotti rispetto a quelli sopra esposti.
Il licenziamento per giustificato motivo oggettivo dà inoltre diritto all'iscrizione nelle liste di mobilità, che prevedono forti sgravi nei contributi INPS per le imprese che assumono lavoratori licenziati. L'iscrizione nelle liste di mobilità può quindi aumentare, soprattutto per alcune categorie di lavoratori e in alcune parti del Paese, la possibilità di essere riassunti presso altra azienda.